# Soraya Aracena
Soraya Aracena est une anthropologue dominicaine. Elle est connue pour ses recherches sur la culture des personnes afrodescendantes de la République dominicaine.

## Biographie
Elle obtient sa maîtrise au Centre d'études avancées de Puerto Rico et el Caribe où elle étudie de 1994 à 1997. Son domaine de recherche concerne les religions syncrétiques. Elle est disciple des anthropologues Ricardo Enrique Alegria, Jose Francisco Alegria, Rafael Lopez Baldez, Dagoberdo Tejeda,.

## Vidéothèque ethnographique
Elle est présidente et fondatrice de la fondation dominicaine Antillas. La fondation remporte le prix Agencia espanola de cooperacion y desarollo internacional en 2012, grâce auquel elle met en place la vidéothèque en ligne Chango Prieto. Elle réalise des vidéos ethnographique depuis 1987, ses recherches sont effectuées au Brésil, en Guadeloupe, à Puerto Rico, au Guatemala, à Cuba, en Martinique et au Pérou.

## Festivals de Cultures Africaine Américaine
Elle dirige Los Festivales Anthropológicos de Cultura Afroamericanas (en français : Les festivals anthropologiques de cultures afro-américaines,,,,,). Ces festivals ont lieu chaque année entre 1994 et 2010 autour de la Journée internationale des Africains descendants,. Depuis, elle organise les festivals annuels Afrodescendientes Hoy au Centre culturel de la coopération espagnole à Saint-Domingue, en République Dominicaine. L'édition 2018 a eu lieu les 15, 16 et 17 novembre 2018. Chaque édition est composée d'une table ronde avec des anthropologues de la négritude, de conférences, d'un concert et parfois d'une exposition,.

## Publications

### Livres
- Gagá y Vudú en la República Dominicana: ensayos anthropológicos (1993), Jose Francisco Alegria Pons, Ed. El Chango Prieto, San Juan de Porto Rico
- Presencia africana en la cultura dominicana: IV Festival Antropologico de Culturas Afroamericanas: exposicion de artes visuales (1997), Santo Domingo: Centro Cultural Espanol, AECI[14],[15]
- Jaleo Dominicano: Homenaje a Luis Dias (1998)
- Apuntes sobre la negritud en República Dominicana (1999)[16]
- Los immigrantes norteamericanos de Samaná (2000), Helvetas asociación suiza para la cooperación internacional
- Altare. Kunst zum Niederknien. Jean-Huber Martin. Museum Kunst Palast Dusseldorf. 2.9.2001-6.1.2002 (2001), Amerika. Dominikanische Republik. pp.272-277[17]
- La ruta del esclavo. Comision Nacional Dominicana de la Ruta del Esclavo. Editora Buho (2006), La negritud dominicana en el siglo XXI. Soraya Aracena. pp. 425-430
- Los inmigrantes norteamericanos de Samaná (2008)[18]
- Cuentos Folklóricos Dominicanos (2009)[19]
- En clave afrocaribe, el sincretismo musical dominicano (2010) Centro Cultral de España en Costa Rica, pp.210-249[20]

### Vidéos
- 1997: Los cocolos de San Pedro de Macorís[21]
- 2004: Expresiones de fe: La religiosidad popular dominicana

### Articles
Contemporaneidad dominicana-Catalog of the 2005-2006 Traveling Exhibit